# La vita è reale solo quando io sono
La vita è reale solo quando «Io sono» (Life is Real Only Then, When 'I Am') è un saggio del filosofo e mistico armeno-georgiano Georges Ivanovič Gurdjieff, pubblicato postumo. Si tratta di un'opera che raccoglie una serie di scritti, pensieri e riflessioni di Gurdjieff riguardanti la sua concezione dell'esistenza, della spiritualità e dell'autorealizzazione. Il libro è considerato uno dei suoi testi più importanti e complessi, in cui l'autore esplora la natura della coscienza, la realtà e l'evoluzione dell'individuo. Il libro completa la trilogia dopo I racconti di Belzebù a suo nipote (1950) e Incontri con uomini straordinari (1963).

## Contenuti
Il titolo del libro, La vita è reale solo quando io sono, riflette uno dei temi centrali dell'opera: la differenza tra la vita meccanica e quella autentica. Gurdjieff sostiene che la maggior parte delle persone vive una vita automatica, guidata da impulsi e reazioni inconsce. Secondo lui, la vera "vita reale" si raggiunge solo attraverso un processo di consapevolezza e di risveglio interiore, che implica il superamento della routine quotidiana e delle illusioni che mascherano la verità.
Gurdjieff invita i lettori a riflettere sulla propria condizione di "addormentamento" e a cercare di sviluppare una maggiore consapevolezza di sé attraverso pratiche spirituali, come quelle proposte nel suo sistema del Quarto Cammino, che integra elementi della religione, della filosofia e della psicologia.

## Filosofia e pensiero
Nel libro, Gurdjieff propone una visione della realtà in cui l'uomo è visto come un essere che vive in uno stato di "sonno" spirituale, lontano dalla comprensione della vera natura dell'esistenza. La sua filosofia si fonda sull'idea che l'essere umano possa evolversi spiritualmente solo se è in grado di risvegliarsi da questo stato di sonno. L'autore esplora l'idea che la vita può essere compresa solo quando l'individuo è pienamente presente, consapevole e in grado di vedere oltre la superficie delle cose.
Inoltre, Gurdjieff mette in evidenza la necessità di una disciplina interiore e di un lavoro su se stessi per acquisire una conoscenza superiore, che porta all'auto-realizzazione. A tal fine, egli sottolinea l'importanza di strumenti come la meditazione, la riflessione, la consapevolezza e l'esercizio fisico, che sono spesso combinati in un percorso di crescita spirituale.

## Accoglienza e impatto
La vita è reale solo quando io sono ha avuto un forte impatto sia sugli studiosi di filosofia che sugli appassionati di spiritualità. Il libro è considerato una lettura impegnativa, a causa del suo linguaggio denso e delle sue idee complesse. Tuttavia, è anche visto come una fonte preziosa di insegnamenti spirituali che sfidano le convinzioni convenzionali sull'esistenza e sulla realtà.
L'opera di Gurdjieff continua a influenzare molti pensatori, filosofi e praticanti di discipline esoteriche, con il suo invito alla ricerca della verità attraverso l'autocoscienza e il risveglio. La sua filosofia è stata anche al centro di numerosi dibattiti, in particolare riguardo al suo approccio alla spiritualità e alla sua visione della natura umana.

## Edizioni
- (EN) George Gurdjieff, Life is Real Only Then, When 'I Am', collana All and Everything, Triangle Editions Inc., 1978.
- La vita è reale solo quando «Io sono», traduzione di D. Cassina e M. Fumagalli, 3ª ed., Neri Pozza, 2002, ISBN 978-8873057499.